# Право Брдо
Право Брдо (буг. Право бърдо) је насељено место у општини Петрич у области Благоевград, Бугарска. Према попису из 2021. године било је 36 становника.
Према бугарском географу и историчару, Василу Канчову, у Правом Брду је 1900. године живело 108 Словена хришћана.